# Stazione di Gagliano Leuca
Stazione di Gagliano Leuca vasútállomás Olaszországban, Puglia régióban, Arigliano településen.

## Vasútvonalak
Az állomást az alábbi vasútvonalak érintik:
- Novoli-Gagliano del Capo-vasútvonal
- Maglie–Gagliano del Capo-vasútvonal

## Kapcsolódó állomások
A vasútállomáshoz az alábbi állomások vannak a legközelebb: 
- Stazione di Alessano-Corsano (Zollino railway station, Maglie–Gagliano del Capo-vasútvonal)
- Morciano-Barbarano-Castrignano-Giuliano railway station (Novoli railway station, Novoli-Gagliano del Capo-vasútvonal)